# Ontherus stridulator
Ontherus stridulator är en skalbaggsart som beskrevs av François Génier 1996. Ontherus stridulator ingår i släktet Ontherus och familjen bladhorningar. Inga underarter finns listade i Catalogue of Life.